# Inclusione (matematica)

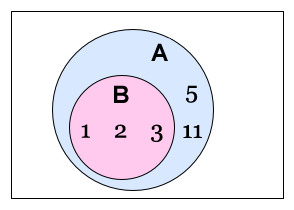
Siano e, allora è un sottoinsieme di.

In matematica, e in particolare in teoria degli insiemi, l'inclusione, indicata con {\displaystyle \subseteq }, è una relazione binaria tra insiemi definita nel seguente modo: "l'insieme {\displaystyle B} è contenuto o incluso nell'insieme {\displaystyle A} se, per ogni elemento {\displaystyle x}, se {\displaystyle x} appartiene a {\displaystyle B} allora {\displaystyle x} appartiene ad {\displaystyle A}". In simboli, dati due insiemi {\displaystyle A} e {\displaystyle B}, si ha:
{\displaystyle B\subseteq A\iff \forall x:x\in B\Rightarrow x\in A.}
L'insieme {\displaystyle B} si dice sottoinsieme di {\displaystyle A}.
Si parla, più propriamente, di inclusione stretta per indicare che ogni elemento di {\displaystyle B} è anche elemento di {\displaystyle A} ma che esistono elementi di {\displaystyle A} che non sono elementi di {\displaystyle B}.
Nel caso in cui tutti gli elementi di {\displaystyle A} appartengono anche a {\displaystyle B} si parla di sottoinsieme improprio (in altre parole ogni insieme è un sottoinsieme improprio di sé stesso). Si parla di sottoinsieme proprio se almeno un elemento di {\displaystyle A} non è compreso nell'insieme {\displaystyle B}, cioè nel caso dell'inclusione stretta.
Il simbolo usato per indicare un sottoinsieme è {\displaystyle \subseteq }, mentre il simbolo per indicare un sottoinsieme proprio è {\displaystyle \subset }. Tuttavia spesso viene usata una notazione alternativa che indica con {\displaystyle \subset } un sottoinsieme e con {\displaystyle \subsetneq } un sottoinsieme proprio (quest'ultima si usa anche quando si vuole mettere in evidenza che {\displaystyle B} non coincide con {\displaystyle A}).
Analogamente si definisce il concetto di sovrainsieme; il simbolo usato è {\displaystyle \supseteq } (oppure {\displaystyle \supset }) per il sovrainsieme, e {\displaystyle \supset } (oppure {\displaystyle \supsetneq }) per il sovrainsieme proprio.

## Proprietà
- L'inclusione è una relazione d'ordine largo, cioè è una relazione riflessiva, antisimmetrica e transitiva; quindi valgono:

{\displaystyle A\subseteq A} (riflessività)
{\displaystyle B\subseteq A\land A\subseteq B\Rightarrow B=A} (antisimmetria)
{\displaystyle C\subseteq B\land B\subseteq A\Rightarrow C\subseteq A} (transitività)
In particolare, l'antisimmetria della relazione viene tipicamente sfruttata per definire l'uguaglianza di {\displaystyle A} e {\displaystyle B}:
"{\displaystyle A} è uguale {\displaystyle B} se e solo se {\displaystyle A} è contenuto in {\displaystyle B} e {\displaystyle B} è contenuto in {\displaystyle A}",
cioè:
{\displaystyle A=B\iff A\subseteq B\land B\subseteq A.}
- L'insieme vuoto {\displaystyle \varnothing } è sottoinsieme di ogni altro insieme, cioè "per ogni insieme {\displaystyle A} si ha che {\displaystyle \varnothing \subseteq A}".

- Valgono

{\displaystyle B\subset A\Leftrightarrow A\supset B;}
{\displaystyle B\subseteq A\Leftrightarrow A\supseteq B.}
- Se {\displaystyle B\subseteq A}, allora:

{\displaystyle B\cup A=A;}
{\displaystyle B\cap A=B.}

### Distinzione fra inclusione ed appartenenza
Bisogna fare molta attenzione a non confondere il concetto di inclusione con quello di appartenenza.
Esempi:
- è esatta: {\displaystyle 2\in \{1,2,3\}} - cioè {\displaystyle 2} appartiene all'insieme {\displaystyle \{1,2,3\}}
- è errata: {\displaystyle 2\subset \{1,2,3\}} - cioè non si può dire che {\displaystyle 2} è incluso nell'insieme {\displaystyle \{1,2,3\}}
- è esatta: {\displaystyle \{2\}\subset \{1,2,3\}} - cioè il singoletto di {\displaystyle 2} è incluso nell'insieme {\displaystyle \{1,2,3\}}

## Storia
Il simbolo ⊂, così come ad esempio anche i simboli ∈, ∩, ∪, venne introdotto per la prima volta da Giuseppe Peano nel Formulario mathematico, opera pubblicata nel 1895.